# Neurosekretion
Unter Neurosekretion versteht man die Fähigkeit neuroendokriner Zellen, Hormone und Neurotransmitter zu synthetisieren und zu sezernieren. Sie stellt ein Bindeglied zwischen Nervensystem und Hormonsystem dar. Die Wörter Neurosekret und Neurosekretion sind Fachbegriffe aus der Neuroendokrinologie.
Bei Wirbellosen werden die meisten Hormone von neurosekretorischen Zellen produziert; es wird somit eine Vielzahl von Lebensvorgängen durch diese Zellen gesteuert. Selbst Hormone wie das Juvenilhormon oder Ecdyson werden zwar nicht von neurosekretorischen Zellen produziert, aber ihre Bildung wird von diesen gesteuert. Bei Insekten kommen neurosekretorische Zellen in allen Nervenzellansammlungen (Gehirn, Ganglien) vor; viele Nervenzellfortsätze enden in den Neurohämalorganen.
Bei den Säugetieren werden die Hormone Oxytocin und Vasopressin von neurosekretorischen Zellen im Hypothalamus produziert und axonal zur Neurohypophyse transportiert. Auch das Hormon Gonadoliberin wird von neuroendokrinen Zellen im Thalamus hergestellt und gelangt über die Hypophysenpfortader an sein Zielorgan, die Adenohypophyse.

## Geschichte
Früher sprach man vom Neurokrinium und von der Neurokrinie. Darunter verstand man die Produktion von so genannten Neurohormonen in den neurosekretorischen Nervenzellen und deren Abgabe an den Endigungen der Neuriten beziehungsweise in die zirkulierenden Körperflüssigkeiten (mit Wirkung auf fern gelegene Zellen).
Das Adjektiv neurokrin wird heute durch das Wort neuroendokrin ersetzt. Man meint damit die Sekretion von Neuropeptiden. Man spricht vom neuroendokrinen Kommunikationsweg vom Neuron über die neuroendokrinen Zellen zur Blutkapillare.